# 詹姆斯·西斯內特
詹姆斯·埃马纽埃尔·西斯內特（英語：James Emmanuel Sisnett，1900年2月22日—2013年5月23日），巴巴多斯超级人瑞，曾經是男性在世第二年長者，也是巴貝多已確認最年長者，西半球已確認最年長男性，最近生於19世紀的男性之一。在他過世後木村次郎右衛門（時任最年長男性和最年長者）成为最后一位生于19世纪的在世男性。

## 延伸閱讀
- 获验证的最长寿男性列表
- 最長壽者